# Гранити
Гранити (итал. Graniti) је насеље у Италији у округу Месина, региону Сицилија.
Према процени из 2011. у насељу је живело 1399 становника. Насеље се налази на надморској висини од 316 м.

## Становништво
| 1936. | 1951. | 1961. | 1971. | 1981. | 1991. | 2001. | 2011. |
| ----- | ----- | ----- | ----- | ----- | ----- | ----- | ----- |
| 2.339 | 2.235 | 2.129 | 1.675 | 1.688 | 1.621 | 1.587 | 1.522 |